# Pales bezziana
Pales bezziana är en tvåvingeart som först beskrevs av Baranov 1934.  Pales bezziana ingår i släktet Pales och familjen parasitflugor.
Artens utbredningsområde är Fiji. Inga underarter finns listade i Catalogue of Life.